# Trichodrilus
Trichodrilus é um género de Lumbriculidae.
O género foi descrito em 1862 por René-Édouard Claparède.
Possui distribuição cosmopolita.
Espécies:
- Trichodrilus allobrogum (Claparède, 1862)
- Trichodrilus angelieri (Giani & Rodriguez, 1994)
- Trichodrilus aporophorus (Popčenko, 1976)
- Trichodrilus seirei (Timm, 1979)